# ファラー州

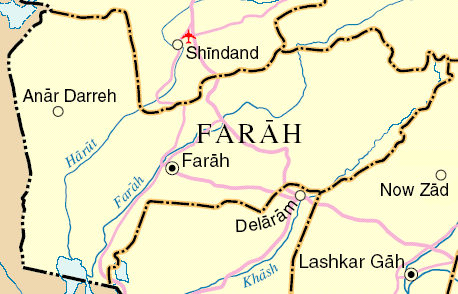
ファラー州地図

ファラー州（ファラーしゅう、Farah、パシュトー語：فراه、ダリー語：فراه）は、アフガニスタンの西部にある州である。周囲をヘラート州、ゴール州、ヘルマンド州、ニームルーズ州、そしてイランの南ホラーサーン州、スィースターン・バルーチェスターン州と接している。アフガニスタンで4番目に大きな州であるが、人口は少ない。面積48,471km2、人口438,000人。州都は、地域の商業と農業の中心地ファラー。古代の城塞の遺跡が多く残ることで知られている。ファラー県をはじめ11県を擁する。

## 文化
ファラー州の住民は勇猛で勤勉、土地やお金にこだわる気風でも知られている。これには、ファラー州が歴史的に豊かな地域ではなかったことが影響しているのであろう。
その他ファラー名物と言えば、乾燥食品、重婚、大家族 (通常どこの家庭にも4人以上の子供がいる)。民族的には、パシュトゥーン人が多数派であるが、州都の周辺はタジク人が多い。また州内にはアイマーク人が多い地域もいくつかある。
ファラー州は家父長制社会であり、部族長（男性）は高い尊敬を受ける。一族の名誉が重んじられ、一族の者は一族の名誉を尊重し常に守ることを、幼少の頃から教え込まれる。
マフディー（救世主）として信仰を集めるサイード・ムハンマド・ジョウンプリー（1443年 - 1505年）の墓がファラーにあり、パキスタンやインドなど世界中から毎年多くの信者が参詣に訪れる。

## 治安
他の紛争地域と同様にパシュトゥーン人が多数派の地域にもかかわらず、ファラー州はアメリカのアフガニスタン侵攻の後も比較的平穏を保っている。しかし、東部山岳地帯では少なくとも一度、米軍のターリバーン掃討作戦が実施された。2005年2月、同州北部で援助機関の職員がターリバーンに殺害され、知事の暗殺未遂事件も発生した。治安状況が悪いヘルマンド州とウルーズガーン州に隣接しているため、ターリバーンをはじめ非合法組織が域内を頻繁に通過し、時には州内の地域を占拠するという事件が何度か起こっている。この種の事件は、南部諸州で国際治安支援部隊 (ISAF) のターリバーンへの攻勢が強まるにつれ増加している。
ファラー郊外で地域復興支援チーム (PRT) の基地を米軍とNATOが運営している。
ファラーの道路は2005年5月から飛躍的に改修が進んでいる。また、教育システムにも大きな改善が施されるとともに、PRTによる武装解除も進められている。
2018年7月31日 - 州内の道路脇に仕掛けられた即席爆弾が爆発して旅客バスを直撃、11人が死亡、31人が負傷した。犯行声明は出されていない。
2021年8月10日、ターリバーンは州都ファラーを占領した。